# C++20
C++20 és una versió de l'estàndard ISO / IEC 14882 per al llenguatge de programació C++. C++20 va substituir la versió anterior de l'estàndard C++, anomenada C++17. L'estàndard va ser finalitzat tècnicament pel WG21 a la reunió a Praga el febrer de 2020, va tenir el seu esborrany final anunciat el març de 2020, es va aprovar el 4 de setembre de 2020, i es va publicar al desembre de 2020.

## Característiques
C++20 afegeix més funcions principals noves que C++14 o C++17. Els canvis que s'han acceptat a C++20 inclouen:

### Llenguatge
- conceptes, amb sintaxi concisa
- mòduls
- inicialitzadors designats (basats en la característica C99 i l'extensió comuna g++)
- [=, this] com a captura lambda
- llistes de paràmetres de plantilla a lambdas
- comparació de tres direccions mitjançant l'operador "operador de nau espacial", operator < = >
- inicialització d'una variable addicional dins for una declaració basada en intervals
- lambdas en contextos no avaluats
- Lambdas sense estat construïbles i assignables per defecte
- permet expansions de paquets a lambda init-capture
- tipus de classe en paràmetres de plantilla no tipus, també permetent literals de cadena com a paràmetres de plantilla
- eliminació de la necessitat del typename en determinades circumstàncies
- nous atributs estàndard [[no_unique_address]], [[likely]] i [[unlikely]]
- condicional explicit, permetent que el modificador explicit sigui contingent d'una expressió booleana
- constexpr expandit: funcions virtuals, union, try and catch, dynamic_cast i typeid, std::pointer_traits
- funcions immediates utilitzant la nova paraula clau consteval
- Els nombres enters amb signe es defineixen ara per ser representats utilitzant el complement de dos (el desbordament de nombres enters amb signe segueix sent un comportament sense definir)
- un model de memòria revisat
- diverses millores a les unions estructurades (interacció amb captures lambda, durada d'emmagatzematge static i thread_local)
- corrutines
- using l'enumeració amb enum s
- paraula clau constinit

### Biblioteca
- rangs (The One Ranges Proposal)
- std::make_shared i std::allocate_shared per a matrius
- punters intel·ligents atòmics (com ara std::atomic<shared_ptr<T>> i std::atomic<weak_ptr<T>> )
- std::to_address per convertir un punter en un punter en brut
- addicions de calendari i fus horari a <chrono>
- std::span, proporcionant una vista a una matriu contigua (anàloga a std::string_view però span pot mutar la seqüència de referència)
- std::erase i std::erase_if, simplificant l'esborrat d'elements per a la majoria de contenidors estàndard
- <version> capçalera
- std::bit_cast<> per al càsting de tipus de representacions d'objectes, amb menys verbositat que memcpy() i més capacitat per explotar els components interns del compilador
- macros de prova de característiques
- diversos bits de biblioteca constexpr
- creació de punter intel·ligent amb inicialització predeterminada
- contains -mètode per a contenidors associatius
- operacions de bits, com ara el recompte zero/un inicial/final, i operacions log2
- std::bind_front